# Reny de Oliveira
Reny de Oliveira  (São Paulo, 28 de dezembro de 1947) é uma ex-atriz brasileira, célebre por interpretar a personagem Emília no Sítio do Picapau Amarelo.
Reny de Oliveira nasceu em São Paulo em 1947. Desempenhou o papel de Helen Keller, em O Milagre de Anne Sullivan no Teatro TAIB, em 1967. Sua aplicação no papel de menina cega, surda e muda a levou para a TV, onde desempenhou papel semelhante em uma novela. Depois fez a Emília, de Sítio do Picapau Amarelo, para a Rede Globo. Reny acabou por desistir da carreira artística ao ver que sua imagem estaria para sempre atrelada à personagem que havia interpretado, apesar das tentativas de a ultrapassar, quando, por exemplo, posou nua para a revista Playboy em janeiro de 1984, edição n° 102. Participou da peça "Eu vou na Banguela Delas" em 1984 ao lado do humorista Colé e da vedete Nélia Paula.
Anteriormente havia feito um ensaio sensual para a revista Ele Ela de outubro de 1975.

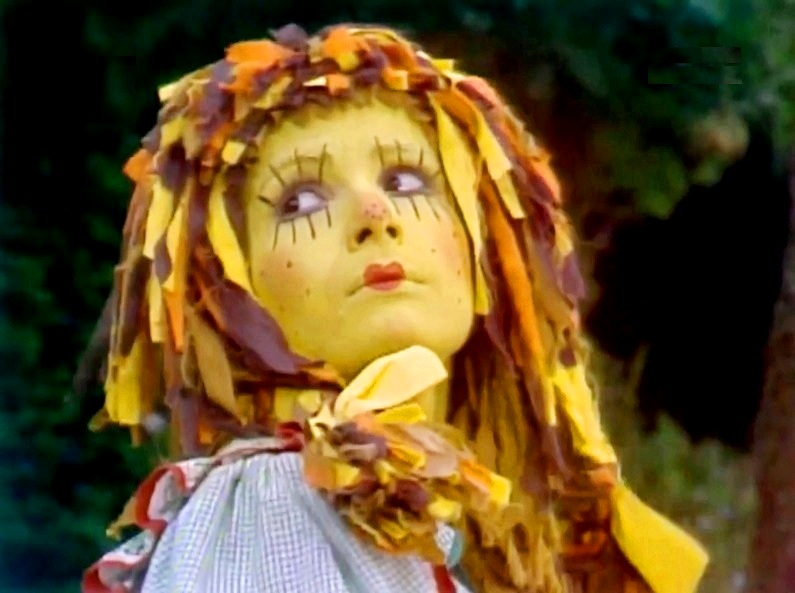
Reny como Emília no "Sítio do Picapau Amarelo" (1978)

Reny vive no Canadá desde 2006, longe da carreira televisiva. Recebeu diploma Masters em psicologia e psicanálise. Está ligada ao Toronto Symphony Volunteer Committe em Toronto, Ontario
desde 2006.
Ela era casada com James C. Burrows desde 2004, e se divorciou em 2010. Coordena o Shiatsu Therapy Center.

## Trabalhos

### Televisão
| Ano       | Título                      | Papel                       |
| --------- | --------------------------- | --------------------------- |
| 1968      | A Última Testemunha         | Biba                        |
| 1969      | Algemas de Ouro             | Lu                          |
| 1970      | As Pupilas do Senhor Reitor | Francisquinha               |
| 1971      | Os Deuses Estão Mortos      | Isabel                      |
| 1975      | Escalada                    | Paula                       |
| 1976      | O Feijão e o Sonho          | Filomena                    |
| 1977      | O Espantalho                | Andréia                     |
| 1977      | Éramos Seis                 | Carmencita                  |
| 1978–1982 | Sítio do Picapau Amarelo    | Emília                      |
| 1983      | Final Feliz                 | Bartira Araújo (verdadeira) |
| 1983      | O Anjo Maldito              | Laura                       |
| 1986      | Nave da Fantasia            | Bruxa Gata na Tuba          |

### Teatro
| Ano  | Título                                  |
| ---- | --------------------------------------- |
| 1967 | O Milagre de Anne Sullivan              |
| 1967 | A Vida de Tereza D'ávila                |
| 1984 | Eu Vou na Banguela Delas                |
| 1984 | Eu Vou na Banguela Delas                |
| 1986 | O Cometa Halley no Caminho de São Tiago |
| 1988 | Por Debaixo do Lençol com Lúcio Mauro   |

### Revistas
- 1975 - Ele Ela
- 1984 - Playboy